# August Kappler

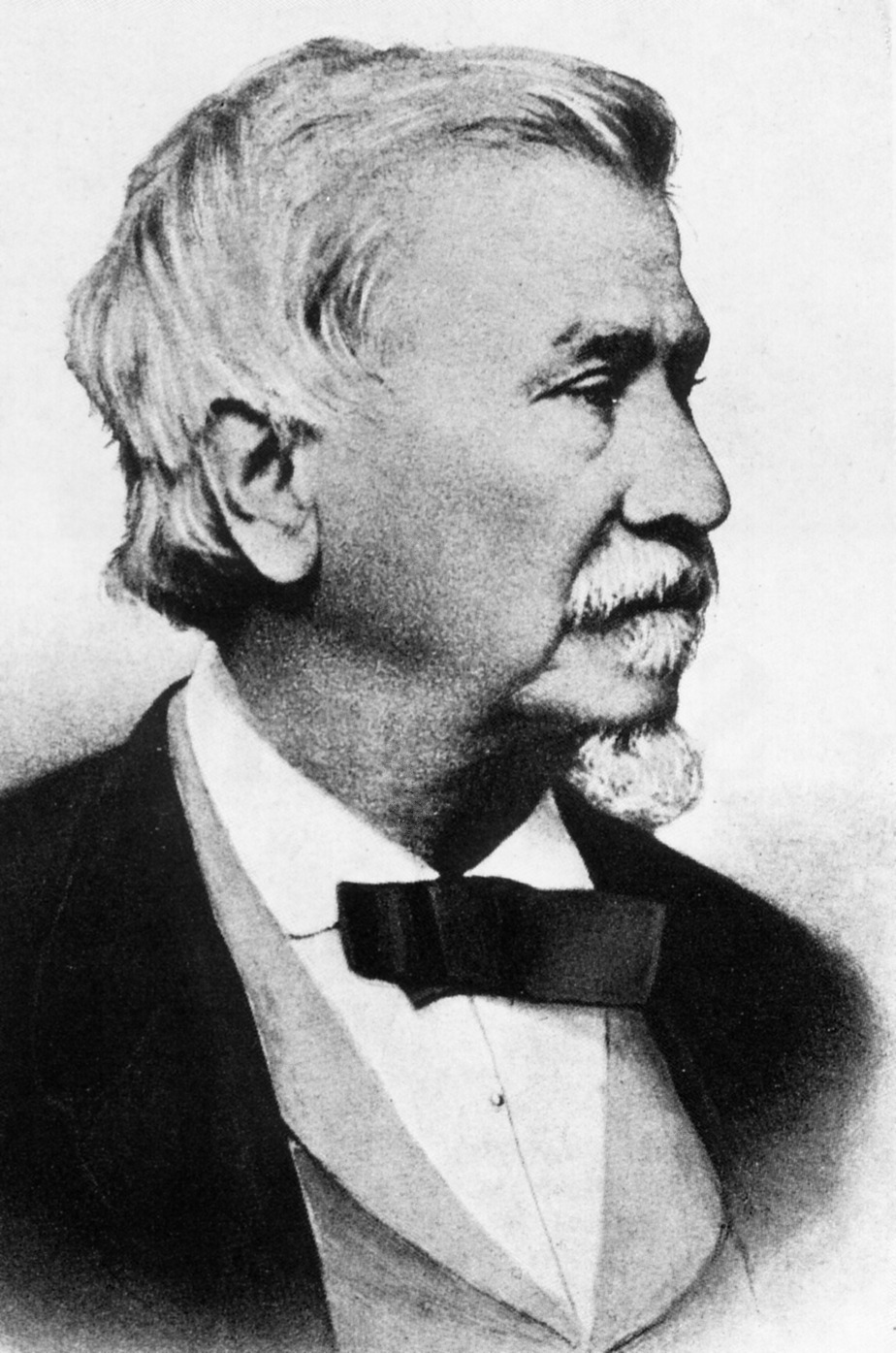
August Kappler

August Kappler (* 11. November 1815 in Mannheim; † 20. Oktober 1887 in Stuttgart) war ein deutscher Forscher und Unternehmer in Suriname. Er gründete im Dezember 1846 den Ort Albina am Marowijne (frz.: Maroni), dem Grenzfluss zwischen Suriname und Französisch-Guayana.

## Leben und Wirken
Kappler wurde in Mannheim als Sohn des Lehrers Michael Kappler und seiner Frau Friederike geborene Spittler geboren. Er war das jüngste von vier Kindern. Nach der Konfirmation absolvierte er zunächst in Stuttgart und später in einem Handelshaus in Heilbronn eine kaufmännische Ausbildung. Vor allem bedingt durch die schlechte wirtschaftliche Lage in Deutschland entschloss er sich schon bald nach der Lehre, im Alter von 19 Jahren seine Heimat zu verlassen. Im Juni 1835 ging er nach Griechenland, um in der Armee des dort neu gegründeten Königreichs zu dienen. Dies scheiterte jedoch, da er keinen Pass besaß. Er kehrte kurz nach Stuttgart zurück und fasste dann den Entschluss, in die Koninklijk Nederlandsch-Indisch Leger  einzutreten. Bereits im Juli 1835 verließ er Stuttgart zum zweiten Mal und meldete sich in Harderwijk im Werbedepot für die niederländische Kolonialarmee. Da jedoch gerade eine Einheit nach Niederländisch-Indien abgereist war, schloss er sich einem Detachement mit dem Ziel Suriname an. Das Schiff segelte am 16. Dezember ab und erreichte Suriname am 18. Januar 1836, wo er eine sechsjährige Dienstzeit antrat.

### Suriname

#### Militärzeit
Er hatte das Glück, einen großen Teil seiner Militärzeit nicht in der Stadt Paramaribo zu verbringen, sondern auf den vielen kleinen Militärposten, die es damals im Lande gab. Der Dienst war leicht und die Besatzung dieser Posten gering, so dass er viel freie Zeit hatte. Er nutzte die Gelegenheit, die Natur zu erkunden und Pflanzen sowie Insekten zu sammeln. Von den ersten 4 Jahren seiner Dienstzeit verbrachte er 2 ½ Jahre auf diesen Posten. 1840 wurde er an den Posten Armina am Oberlauf des Marowijne versetzt. Hier und während seiner Zeit auf dem Wachtposten Prins Willem Frederik Hendrik an der Mündung des Flusses fasste er den Entschluss, sich später am Marowijne dauernd niederzulassen, um ungebunden und selbständig in freier Natur zu leben. Im November 1841 beendete er seine Dienstzeit als Unteroffizier (Fourier).

#### Forscher und Unternehmer
Kappler hatte während seiner Dienstzeit ausgezeichnete Kenntnisse von Land und Volk, der Pflanzen- und Tierwelt erworben.
Nach kurzer Rückreise via Amsterdam zu seinen Verwandten in Stuttgart kehrte er schon im Juli 1842 wieder nach Suriname zurück. Die Zeit von 1842 bis 1846 verbrachte er in Paramaribo. Von seiner Wohnung aus unternahm er fast täglich Wanderungen, um in der näheren Umgebung von Paramaribo Insekten und vor allem Schmetterlinge zu fangen. Er verkaufte diese sowie lebende und getrocknete Pflanzen mit großem Erfolg in Paramaribo sowie in Europa. Im Juni 1845 trat er mit einer reichen Sammlung Naturalien seine zweite Reise nach den Niederlanden an. Aber schon im März 1846 war er wieder in Suriname zurück. Ohne Schwierigkeiten erhielt er hier vom Gouverneur die Erlaubnis, sich am Niederländischen Ufer des Marowijne anzusiedeln. Im Dezember 1846 erreichte er den Fluss und begann mit Unterstützung der dort ansässigen Kariben mit dem Aufbau seines neuen Wohnplatzes. Den Namen Albina vergab er an seine Niederlassung nach seiner Jugendfreundin und späteren Frau Albina Josefine Liezenmaier.
Als in Französisch-Guayana im Jahre 1848 die Sklaverei abgeschafft wurde und damit die Flucht von Sklaven aus Suriname nach Französisch-Guayana zu befürchten war, erhielt Kappler im Juni 1849 eine feste Anstellung als Posthalter mit einem Gehalt von 56 Gulden pro Monat.

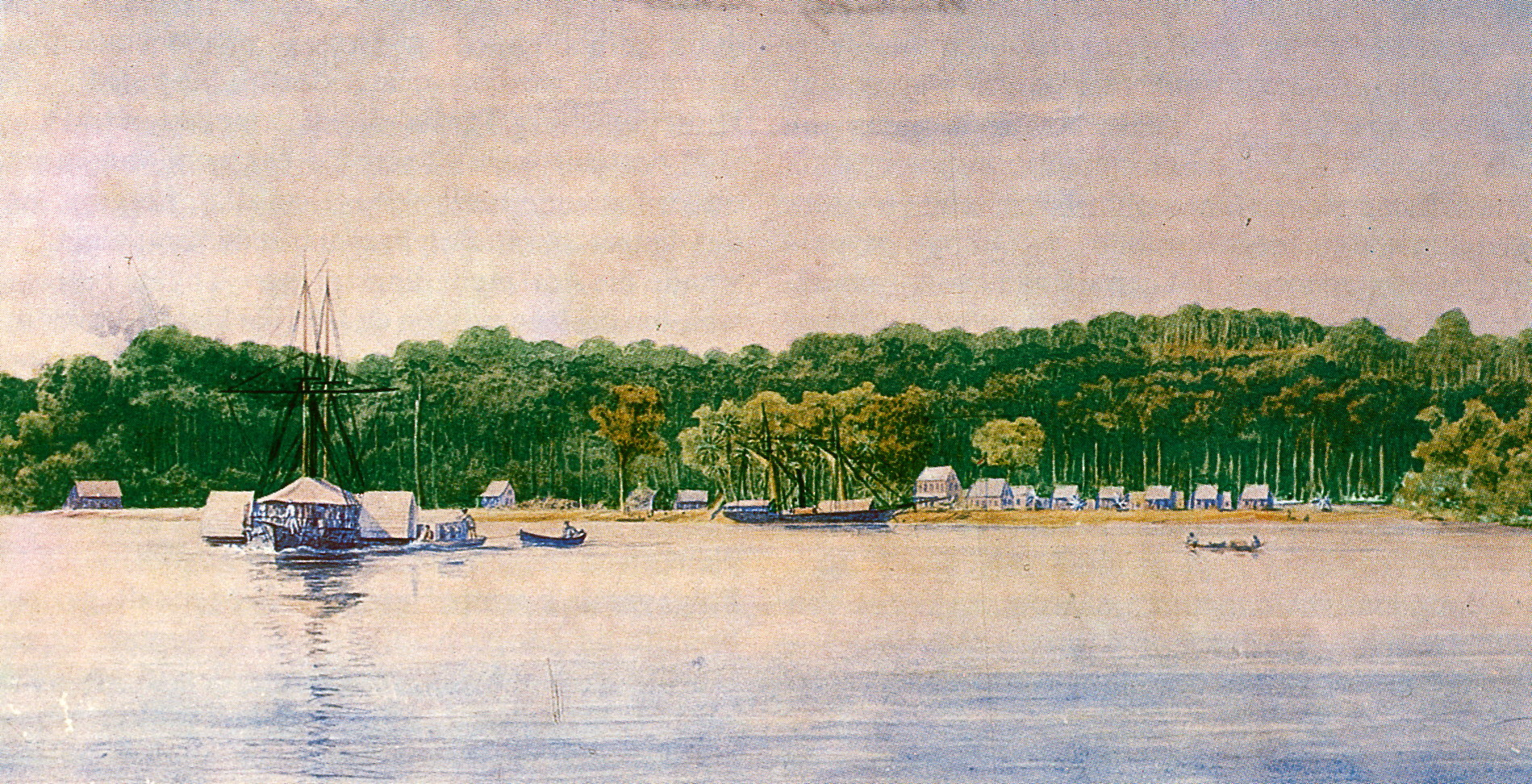
Das Albina von Kappler 1860

Nachdem er in den Niederlanden mit der Firma Kreglinger & Co aus Amsterdam einen Geschäftspartner für den Holzhandel gefunden hatte, holte er im Jahre 1853 10 Holzhacker, 5 Frauen und 5 Kinder aus Württemberg nach Albina. Der Tageslohn für die Arbeiter betrug 1 Gulden, bei freier Kost und Unterkunft. Dieser und weitere Versuche, mit Württembergern das Land zu kolonisieren, scheiterten vier Jahre später an Tropenkrankheiten und Streit. Ab dem Jahre 1858 nahm Kappler Chinesen in Dienst.
Neben seiner Tätigkeit als Posthalter und Grenzbeamter für das Gouvernement begleitete er auch als Reiseführer und Übersetzer in den Jahren 1861 und 1862 niederländisch-französische Expeditionen, um unter anderem den Lauf des Oberen Marowijne zu erkunden. Hierdurch sollte festgestellt werden, welcher Nebenfluss die Grenze zwischen Französisch-Guayana und Suriname bilden muss.

## Rückkehr
Als im Jahre 1876 das Gouvernement einen Teil von Albina zurückkaufte und einen Distriktskommissar ernannte, fühlte Kappler sich in seiner Freiheit beschränkt und reiste im Juli 1879 nach Europa zurück. Er selbst schrieb über seine Zeit am Marowijne: „So habe ich an diesem Fluss, der für die Kolonie nie von einigem Nutzen war, ja durch meine Ansiedlung so zu sagen erst bekannt wurde, aller Hilfe, Unterstützung und Schutzes entbehrend, treulich das Meinige zum Nutzen der Kolonie und der Industrie des Mutterlandes beigetragen. Am 4. Juli 1879 verließ ich das mir so teure Land.“
Kappler machte nach seiner Rückkehr mehrere Reisen in Europa und eine Weltreise. Er schrieb in Stuttgart seine letzten Bücher (1881, 1887) und Aufsätze über seine Reisen. Er starb am 20. Oktober 1887, 71 Jahre alt, an den Folgen eines Schlaganfalls und fand seine letzte Ruhestätte auf dem Stuttgarter Fangelsbachfriedhof. Seine Frau Albina folgte ihm 17 Jahre später nach. Als Zeichen des Dankes und der Verbundenheit mit Niederländisch-Guayana war auf ausdrücklichen Wunsch von Kappler der Sarg mit der rot-weiß-blauen Flagge der Niederlande bedeckt worden.

## Werke
- Sechs Jahre in Surinam oder Bilder aus dem militärischen Leben dieser Kolonie und Skizzen zur Kenntnis seiner sozialen und naturwissenschaftlichen Verhältnisse; Stuttgart 1854
- Holländisch-Guiana; Erlebnisse und Erfahrungen während eines 43-jährigen Aufenthalts in der Kolonie Surinam; Stuttgart 1881

Diese beiden wichtigsten Werke von Kappler sind auch in niederländischer Sprache erschienen.
- Surinam, sein Land, seine Natur, Bevölkerung und seine Kultur-Verhältnisse mit Bezug auf Kolonisation; Stuttgart 1887